# 汪康
汪康（1958年1月—），男，汉族，安徽庐江人，中华人民共和国政治人物。中共安徽省委党校经济学专业研究生毕业。

## 生平
1981年7月参加工作，1993年6月加入中国共产党。曾任河北省国税局局长。2008年，当选第十一届全国人民代表大会河北地区代表。2009年3月，任国家税务总局总会计师（其间2009年9月至2012年9月兼任财务管理司司长）。2013年7月，任国家税务总局总经济师。2014年9月，任国家税务总局副局长。2018年2月24日，当选为第十三届全国人大代表。2018年6月15日免去汪康国家税务总局副局长职务。。